# Чен Џиминг
Чен Џиминг (кин: 陳志明, романизовано Chen Chih-ming; 11. фебруар 1999) тајвански је пливач чија специјалност су трке прсним стилом. 

## Спортска каријера
На међународној сцени је дебитовао на светском првенству у корејском Квангџуу 2019. где је пливао у квалификацијама на   100 прсно (42. место) и у штафети 4×100 мешовито (25. место).